# 리사 니콜 카슨
리사 니콜 카슨(Lisa Nicole Carson, 1969년 7월 12일 ~ )은 미국의 배우이다.

## 출연 작품
- 뉴욕 대지진 (1999)
- 에디 머피의 라이프 (1999)
- 러브 존스 (1997)
- 이브의 시선 (1997)
- 앨리의 사랑 만들기 (1997)
- 블루 데블 (1995)
- 제이슨가의 초상 (1994)
- ER (1994)